# Mustang (película)
Mustang es una película dramática de coproducción internacional, dirigida por la directora de cine de origen turco y nacionalizada francesa Deniz Gamze Ergüven. La película está ambientada en un pueblo turco y muestra la vida de cinco jóvenes hermanas huérfanas y los crecientes desafíos que enfrentan como adolescentes en una sociedad conservadora. El evento que desencadena la reacción de la familia en contra de las cinco hermanas al principio de la película se basa en la vida personal de Ergüven.
Se proyectó en la sección Quincena de Realizadores del Festival de Cannes 2015 donde ganó el Premio Europa Cinemas Label. Mustang es el primer largometraje dirigido por Deniz Gamze Ergüven.
La película ha recibido varias nominaciones. Mustang compitió en los premios Oscar 2016 en la categoría de mejor película extranjera o mejor película de habla no inglesa; esta nominación la compartió con El hijo de Saúl, de László Nemes (Hungría); El abrazo de la serpiente, de Ciro Guerra (Colombia);  A war, de Tobias Lindholm (Dinamarca) y Theeb, de Naji Abu Nowar (Jordania). En los premios Lumière, antesala de los César del cine francés, se llevó el galardón a la mejor primera película y el de mejor revelación femenina para sus cinco jóvenes actrices
Mustang ha alcanzado muchos otros premios internacionales: galardón de la crítica en los premios del Cine Europeo, premio del público en el Festival de Sevilla, nominada a los Goya y los Globos de Oro, así como a los Independent Spirit Awards, Premio Freedom of Expression de la National Board of Review y hasta seis premios en la Seminci de Valladolid.
Se estrenó en Estados Unidos el 20 de noviembre de 2015 y en España el 11 de marzo de 2016.

## Reparto
- Günes Sensoy : Lale
- Doga Zeynep Doguslu : Nur
- Tugba Sunguroglu : Selma
- Elit Iscan : Ece
- İlayda Akdoğan : Sonay
- Nihal G. Koldas : La abuela
- Ayberk Pekcan : Erol
- Bahar Kerimoglu : Dilek
- Burak Yigit : Yasin
- Erol Afsin : Osman
- Suzanne Marrot : La tía Hanife
- Aynur Komecoglu : La tía Emine

## Recepción
Según la página de Internet Rotten Tomatoes obtuvo un 97% de círiticas por parte de la crítica profesional, con una calificación promedio de 82. Mientras en Metacritic obtuvo un 83  , llegando a la siguiente conclusión: «Mustang: Entrega un vigorizante y completamente oportuno mensaje cuyo poder es impulsado por los esfuerzos de su espectacular elenco.».

## Premios y nominaciones
Aquí se reproducen algunos de los más importantes.
| Año  | Categoría                          | Resultado |
| ---- | ---------------------------------- | --------- |
| 2016 | Mejor película de habla no inglesa | Nominada  |

| Año  | Categoría                                        | Persona nominada    | Resultado |
| ---- | ------------------------------------------------ | ------------------- | --------- |
| 2015 | Cámara de oro                                    | Deniz Gamze Ergüven | Nominada  |
| 2015 | Queer Palm                                       | Queer Palm          | Nominada  |
| 2015 | Europa Cinemas Label de la Quincena de Cineastas | Deniz Gamze Ergüven | Ganadora  |

| Año  | Categoría                                | Resultado |
| ---- | ---------------------------------------- | --------- |
| 2015 | Premio FIPRESCI - Descubrimiento Europeo | Ganadora  |
| 2015 | Premio del Público                       | Nominada  |
| 2015 | Mejor película europea                   | Nominada  |

| Año  | Categoría                                 | Persona nominada                   | Resultado |
| ---- | ----------------------------------------- | ---------------------------------- | --------- |
| 2015 | Espiga de Oro                             | Espiga de Oro                      | Nominada  |
| 2015 | Espiga de Plata                           | Espiga de Plata                    | Ganadora  |
| 2015 | Premio Pilar Miró al Mejor Nuevo Director | Deniz Gamze Ergüven                | Ganadora  |
| 2015 | Premio del Público Sección Oficial        | Premio del Público Sección Oficial | Ganadora  |
| 2015 | Premio FIPRESCI                           | Premio FIPRESCI                    | Ganadora  |
| 2015 | Sociograph Award                          | Sociograph Award                   | Ganadora  |

| Año  | Categoría              | Persona nominada                                | Resultado |
| ---- | ---------------------- | ----------------------------------------------- | --------- |
| 2016 | Mejor película         | Mejor película                                  | Nominada  |
| 2016 | Mejor dirección        | Deniz Gamze Ergüven                             | Nominada  |
| 2016 | Mejor guion original   | Deniz Gamze Ergüven y Alice Winocour            | Ganadoras |
| 2016 | Mejor música original  | Warren Ellis                                    | Ganador   |
| 2016 | Mejor sonido           | Damien Guillaume, Ibrahim Gök y Olivier Goinard | Nominados |
| 2016 | Mejor fotografía       | David Chizallet                                 | Nominado  |
| 2016 | Mejor montaje          | Mathilde Van de Moortel                         | Ganadora  |
| 2016 | Mejor vestuario        | Selin Sözen                                     | Nominada  |
| 2016 | Mejor primera película | Mejor primera película                          | Ganadora  |

| Año  | Categoría                           | Resultado |
| ---- | ----------------------------------- | --------- |
| 2016 | Mejor película en lengua no inglesa | Nominada  |

| Año  | Categoría              | Resultado |
| ---- | ---------------------- | --------- |
| 2016 | Mejor película europea | Ganadora  |

| Año  | Categoría                          | Resultado |
| ---- | ---------------------------------- | --------- |
| 2017 | Mejor película de habla no inglesa | Nominada  |

| Año  | Categoría              | Resultado |
| ---- | ---------------------- | --------- |
| 2017 | Mejor película europea | Nominada  |